# Diocesi della Trasfigurazione a Novosibirsk
La diocesi della Trasfigurazione a Novosibirsk (in latino Dioecesis Neosibiriana Transfigurationis) è una sede della Chiesa cattolica in Russia suffraganea dell'arcidiocesi della Madre di Dio a Mosca. Nel 2022 contava 398.000 battezzati su 23.980.000 abitanti. È retta dal vescovo Joseph Werth, S.I.

## Territorio
La diocesi comprende un territorio molto vasto comprensivo della parte occidentale della Siberia.
Sede vescovile è la città di Novosibirsk, dove si trova la cattedrale della Trasfigurazione.
Il territorio si estende su 2.000.000 km² ed è suddiviso in 50 parrocchie.

## Storia
L'amministrazione apostolica di Novosibirsk dei Latini fu eretta il 13 aprile 1991 con la bolla Iam pridem Decessor di papa Giovanni Paolo II, ricavandone il territorio dalla diocesi di Vladivostok e dall'arcidiocesi di Mahilëŭ (oggi arcidiocesi di Minsk-Mahilëŭ).
Il 18 maggio 1999 cedette una porzione del suo territorio a vantaggio dell'amministrazione apostolica della Siberia Orientale (oggi diocesi di San Giuseppe a Irkutsk) e contestualmente, in forza del decreto Ut spirituali della Congregazione per i vescovi, assunse il nome di amministrazione apostolica della Siberia Occidentale.
L'11 febbraio 2002 per effetto della bolla Animarum bonum dello stesso papa Giovanni Paolo II è stata elevata a diocesi e ha assunto il nome attuale.
Il 27 giugno 2004 il vescovo Joseph Werth ha ordinato i primi due sacerdoti autoctoni della diocesi.
Il 20 dicembre 2004 la Congregazione per le Chiese orientali ha nominato il vescovo latino di Novosibirsk anche ordinario per i cattolici di rito bizantino in Russia.

## Cronotassi dei vescovi
Si omettono i periodi di sede vacante non superiori ai 2 anni o non storicamente accertati.
- Joseph Werth, S.I., dal 13 aprile 1991

## Statistiche
La diocesi nel 2022 su una popolazione di 23.980.000 di persone contava 398.000 battezzati, corrispondenti all'1,7% del totale.
| anno | popolazione | popolazione | popolazione | presbiteri | presbiteri | presbiteri | presbiteri                | diaconi | religiosi | religiosi | parrocchie |
| anno | battezzati  | totale      | %           | numero     | secolari   | regolari   | battezzati per presbitero | diaconi | uomini    | donne     | parrocchie |
| ---- | ----------- | ----------- | ----------- | ---------- | ---------- | ---------- | ------------------------- | ------- | --------- | --------- | ---------- |
| 1999 | 1.000.000   | 25.290.000  | 4,0         | 44         | 22         | 22         | 22.727                    | 1       | 28        | 61        | 178        |
| 2001 | 1.000.000   | 25.290.000  | 4,0         | 58         | 44         | 14         | 17.241                    | 1       | 18        | 76        | 155        |
| 2002 | 500.000     | 25.290.000  | 2,0         | 47         | 28         | 19         | 10.638                    | 1       | 23        | 53        | 135        |
| 2003 | 500.000     | 25.290.000  | 2,0         | 49         | 30         | 19         | 10.204                    | 2       | 24        | 54        | 199        |
| 2004 | 500.000     | 25.290.000  | 2,0         | 50         | 28         | 22         | 10.000                    | 2       | 25        | 82        | 218        |
| 2010 | 500.000     | 25.000.000  | 2,0         | 41         | 21         | 20         | 12.195                    | 2       | 22        | 75        | 216        |
| 2014 | 512.000     | 25.600.000  | 2,0         | 38         | 19         | 19         | 13.473                    | 1       | 20        | 57        | 70         |
| 2017 | 518.000     | 25.910.000  | 2,0         | 40         | 19         | 21         | 12.950                    | 1       | 24        | 63        | 68         |
| 2020 | 430.745     | 25.980.000  | 1,7         | 34         | 17         | 17         | 12.668                    | 1       | 17        | 63        | 50         |
| 2022 | 398.000     | 23.980.000  | 1,7         | 39         | 20         | 19         | 10.205                    | 1       | 19        | 59        | 50         |